# San José de Carrasco

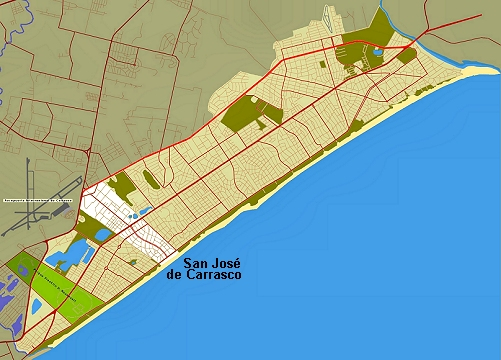
Locatie van San José de Carrasco in Ciudad de la Costa

San José de Carrasco is een plaats in Uruguay. Ze vormt sinds 1994 een onderdeel van de nieuwe agglomeratie Ciudad de la Costa.

## Inwoners
| Jaar | Populatie |
| ---- | --------- |
| 1963 | 998       |
| 1975 | 2,591     |
| 1985 | 3,967     |
| 1996 | 6,068     |
| 2004 | 6,886     |
| 2011 | 7,288     |